# Anamenia amabilis
Anamenia amabilis is een Solenogastressoort uit de familie van de Strophomeniidae. De wetenschappelijke naam van de soort is voor het eerst geldig gepubliceerd in 2010 door Saito & Salvini-Plawen.